# Thyas stolli
Thyas stolli är en kvalsterart som beskrevs av Koenike 1895. Thyas stolli ingår i släktet Thyas och familjen Thyasidae. Inga underarter finns listade i Catalogue of Life.